# ستاينر بيترسن
ستاينر بيترسن (بالنرويجية البوكمول: Steinar Pettersen)‏ (29 أبريل 1945 في النرويج - ) هو مدرب كرة قدم ولاعب كرة قدم نرويجي في مركز الهجوم. شارك مع منتخب النرويج تحت 19 سنة لكرة القدم ومنتخب النرويج تحت 21 سنة لكرة القدم ومنتخب النرويج لكرة القدم. أما مع النوادي، فقد لعب مع نادي سترومسغودست.

## مسيرته الكروية
لعب ستاينر بيترسن خلال مسيرته الاحترافية مع نادِ واحدٍ في موسم واحدًا وسجل خلالها 16 هدفًا ضمن 18 مباراة. حيث فاز في موسم واحدًا بالكأس وموسم واحدًا بالدوري.
خاض ستاينر بيترسن مسيرته مع نادي سترومسغودست ما بين عامي 1970 و1971 لمدة موسم واحد، مشاركًا في 18 مباراة سجل خلالها 16 هدفًا.

## وصلات خارجية
- ستاينر بيترسن على موقع اتحاد النرويج (النرويجية)
- ستاينر بيترسن على موقع قاعدة بيانات كرة القدم.إي يو (الإنجليزية)
- ستاينر بيترسن على موقع ناشيونال فوتبول تيمز (الإنجليزية)
- ستاينر بيترسن على موقع عالم كرة القدم.نت (الإنجليزية)